# Otra
Az Otra folyó Norvégiában. A déli Sørlandet földrajzi régió legjelentősebb folyója.
Hossza 245 kilométer, ezzel Norvégia nyolcadik leghosszabb folyója.
Az aust-agder megyei Setesdalen völgyet övező Setesdalheiene hegyekből ered, Bykle község területén. Dél felé halad, majd Kristiansandban, Vest-Agder megye közigazgatási központjában ömlik a tengerbe (pontosabban a Skagerrak tengerszorosba).
A folyó mentén két nagy tó helyezkedik el: az Åraksfjorden és a Byglandsfjorden.